# Brüttendorf
Brüttendorf (niederdeutsch Brüttendörp) ist ein Ortsteil der Kleinstadt Zeven im niedersächsischen Landkreis Rotenburg (Wümme).

## Lage
Brüttendorf ist rund 4 km südlich der Kernstadt gelegen. Durch Brüttendorf führt die Bundesstraße 71. Die A 1 (= E 22) verläuft 5 km entfernt südöstlich.

## Geschichte

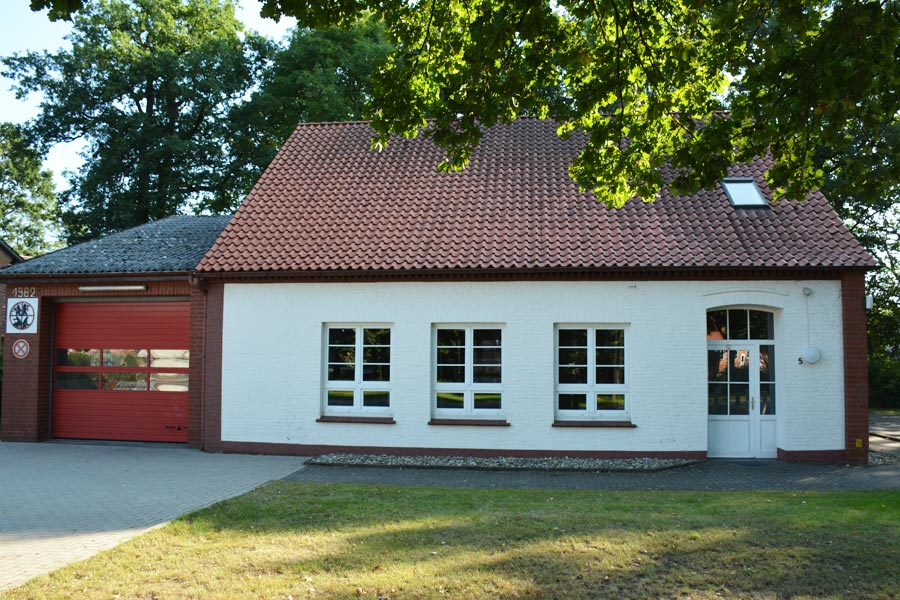
Feuerwehrhaus

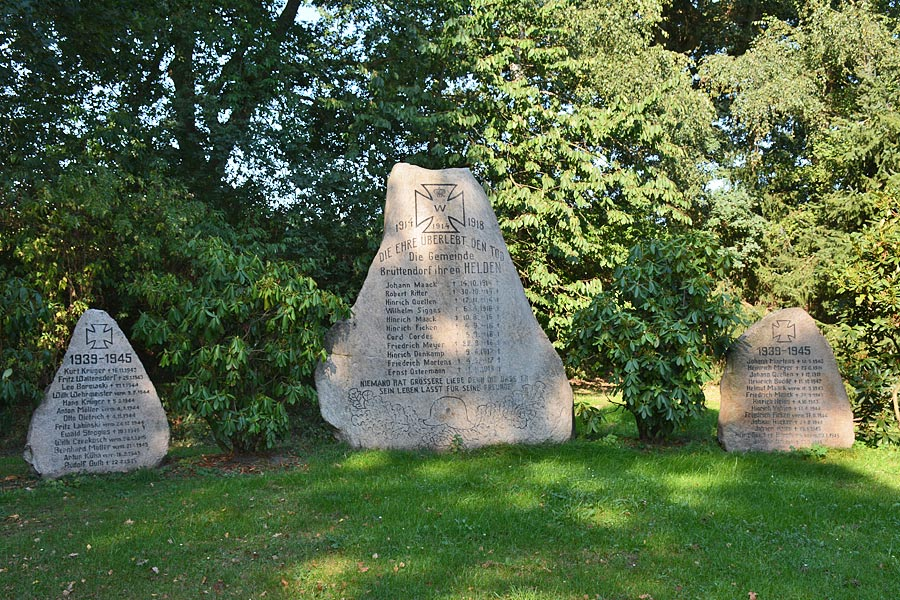
Ehrenmal

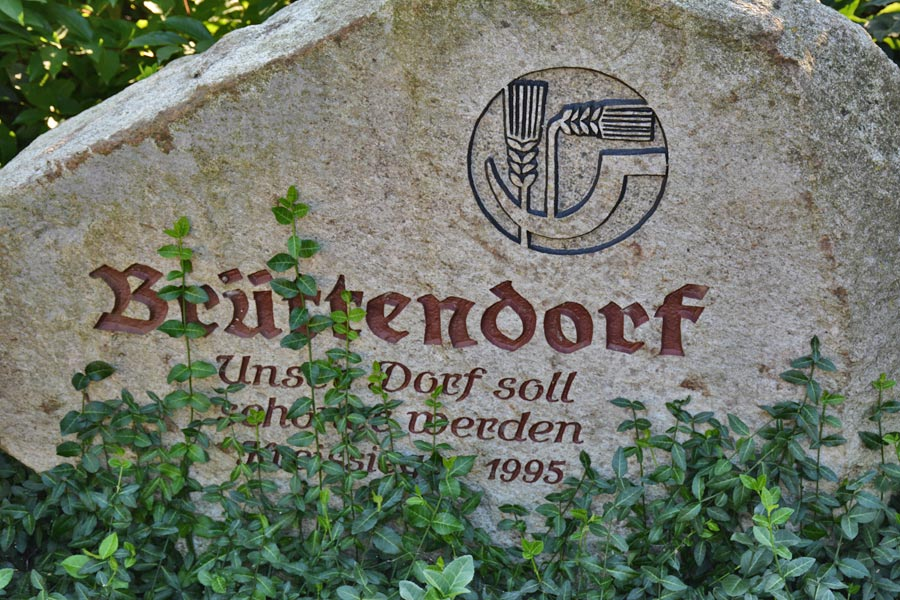
Kreissieger 1995 – „Unser Dorf soll schöner werden“

Funde aus der Bronze- und Eisenzeit belegen eine frühe Besiedelung dieser Gegend. Das Dorf Brüttendorf gehörte bis 1141 zum Kirchspiel Heeslingen. Mit der Verlegung des Klosters von Heeslingen nach Zeven kam der Ort zum neu gegründeten Kirchspiel Zeven. Die Höfe kamen im Laufe des Mittelalters zum Großteil in die Abhängigkeit des Klosters in Zeven. 1254 schenkte Erzbischof Gerhard II. von Bremen dem Kloster Zeven Güter in Oldendorf und ein Haus in Brüttendorf („domum unam in Bruttenthorpe“). 1288 verkaufte Egchardus de Estorpe dem Kloster Zeven u. a. ein Gut in Brüttendorf („domus in Brettenthorpe“). Um 1550 gab es in Brüttendorf sieben Hofstellen. Geprägt wurde und wird Brüttendorf durch die Landwirtschaft. In der Mitte des 19. Jahrhunderts besaß Brüttendorf eine Schule und war nach Zeven eingepfarrt. Im Jahre 1853 werden 130 Einwohner verzeichnet.
Im Zuge der Gebietsreform in Niedersachsen wurde die zuvor selbständige Gemeinde Brüttendorf am 1. März 1974 in die Stadt Zeven eingegliedert. Im Jahr 1995 wurde der Ort Kreissieger im Wettbewerb „Unser Dorf soll schöner werden“, woran ein Gedenkstein im Dorf erinnert. Am 31. Dezember 2021 lebten in Brüttendorf 225 Menschen.

## Vereine
- Freiwillige Feuerwehr[9]
- Schützenverein Brüttendorf e. V. 1921[10]